# Натальевка (Ленинградская область)
Ната́льевка — деревня в Гатчинском муниципальном округе Ленинградской области.

## История
Деревня Натальина из 6 дворов упоминается на «Топографической карте окрестностей Санкт-Петербурга» Ф. Ф. Шуберта 1831 года.

НАТАЛЬЕВКА — деревня принадлежит наследникам Тулубьевым, число жителей по ревизии: 26 м. п., 28 ж. п.  (1838 год)

ШПАНЬКОВО (НАТАЛЬЕВКА) — деревня владельческая при реке Сиворке, число дворов — 9, число жителей: 33 м. п., 29 ж. п. (1862 год)

В 1868 году временнообязанные крестьяне деревни Шпаньково (Натальевка) выкупили свои земельные наделы у Х. И. Бутковой и стали собственниками земли.

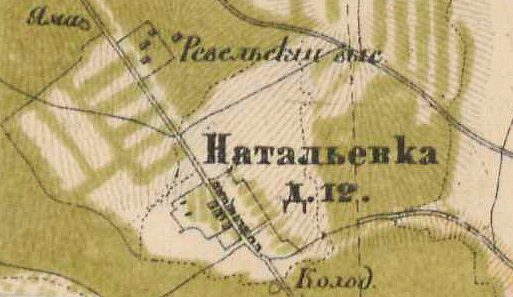
План деревни Натальевка. 1885 год

В 1885 году деревня насчитывала 12 дворов. К северо-западу от деревни находились Ревельские выселки.
В конце XIX века деревня административно относилась к Губаницкой волости 1-го стана Петергофского уезда Санкт-Петербургской губернии, в начале XX века — 2-го стана.
К 1913 году количество дворов увеличилось до 14.
Согласно данным переписи населения СССР 1926 года в деревне Натальевка Елизаветинского сельсовета Венгисаровской волости Троцкого уезда проживали 134 человека — русские и одна латышская семья.
По административным данным 1933 года деревня Натальевка входила в состав Елизаветинского сельсовета Красногвардейского района.

План деревни Натальевка. 1939 год

Согласно топографической карте 1939 года деревня насчитывала 34 двора. На южной окраине деревни находилась школа.
По данным 1966, 1973 и 1990 годов деревня Натальевка входила в состав Елизаветинского сельсовета.
В 1997 году в деревне проживали 20 человек, в 2002 году — 26 человек (русские — 96%), в 2007 году — 24.

## География
Деревня расположена в северо-западной части района на автодороге 41К-103 (Никольское — Шпаньково).
Расстояние до административного центра поселения, посёлка Елизаветино — 6 км.
Расстояние до ближайшей железнодорожной станции Елизаветино — 7 км.

## Демография
| 1862 | 2007 | 2010 | 2017 |
| ---- | ---- | ---- | ---- |
| 62   | ↘24  | ↗40  | ↘35  |

### Национальный состав
Согласно данным Всероссийской переписи населения 2021 года в деревне проживали 146 человек, все русские.

## Транспорт
От Гатчины до Натальевки можно доехать на автобусе № 539.

## Достопримечательности
Во время Великой Отечественной войны в деревне располагался концлагерь. Об этом напоминает установленный в центре деревни памятный камень.

## Улицы
Новая, Садовая.